# Achim Andexer
Achim-Bernd Andexer (* 21. Juni 1943 in München) ist ein deutscher Arzt.
1970 wurde Achim-Bernd Andexer nach Anfertigung einer Dissertationsschrift zum Thema Koronardurchblutung, myokardialer Gas- und Substratstoffwechsel sowie Hämodynamik im System- und Pulmonalkreislauf bei Patienten mit Aorteninsuffizienz in München zum Dr. med. promoviert.
Später war er Sanitätsoffizier und in seiner letzten militärischen Verwendung von 1. April 2001 bis 31. März 2002 Generalarzt der Luftwaffe. Zuvor war er unter anderem Leiter des Flugmedizinischen Instituts der Luftwaffe. Als Internist, Betriebsmediziner und Fliegerarzt praktiziert er heute privat in Fürstenfeldbruck und Landsberg am Lech.
Im Jahr 2002 bekam er das Verdienstkreuz am Bande des Verdienstordens der Bundesrepublik Deutschland verliehen.